# Martin Streule
Martin Streule (* 29. Mai 1971 in St. Gallen) ist ein Schweizer Jazzmusiker (Komposition, Arrangement) und Bigband-Leader.

## Leben und Wirken
Streule, der seit 1991 in Bern lebt, studierte zunächst an der Swiss Jazz School E-Bass bei Stefan Rademacher sowie Komposition und Arrangement bei Frank Sikora, um dann seine Ausbildung am Konservatorium Bern bei Hans Peter Blaser (Blasorchesterdirektion und Instrumentation) und Urs Peter Schneider (Komposition) fortzusetzen.
1997 gründete er sein Martin Streule Jazz Orchester, das seit 1998 vier Alben mit eigenen Kompositionen und Arrangements vorlegte; auch arbeitete er als Dirigent mit unterschiedlichen Orchestern wie dem Swiss Jazz Orchestra, dem Zurich Jazz Orchestra, der Feldmusik Sarnen und dem Lukas Brügger Jazz Orchestra. Weiterhin war er langjähriger künstlerischer Direktor des Bodan Art Orchestras in der Ostschweiz. Zudem komponierte und arrangierte er im Auftrag der Swiss Army Big Band, des Sinfonischen Blasorchesters Bern, des Berner Kammerorchesters und weiteren Ensembles.
Streule ist als Lehrer für Elektrobass und Ensemblespiel an der Swiss Jazz School tätig, aber auch als Dozent für Arrangement und Komposition an der Zürcher Hochschule der Künste sowie als Dozent für Arrangement, Komposition und Dirigieren an der Hochschule der Künste Bern.

## Preise und Auszeichnungen
Streule war mit der Camerata St.Petersburg Finalist beim internationalen Dirigentenwettbewerb des Musikpreises Grenchen; mit seinem Martin Streule Jazz Orchester gewann er 2003 den Jazzpreis der Zürcher Kantonalbank.

## Diskographische Hinweise
- Martin Streule Jazz Orchestra Fire (Unit Records 2009)
- Martin Streule Jazz Orchestra Water (Unit Records 2007)
- Martin Streule Jazz Orchestra Earth (Unit Records 2005, mit Sandro Häsler, Daniel Schenker, Jennifer Grant, Adrian Weber, Bernhard Bamert, Niki Wüthrich, Beat Felder, Thomi Geiger, Rolf Häsler, Jürg Bucher, Jochen Baldes, Lukas Heuss, Stewy von Wattenwyl, Nick Perrin, Daniel Schläppi, Peter Horisberger (dr), Martin Streule)
- Martin Streule Jazz Orchestra The Island of the Fallen Souls